# Orange GGN
Az orange GGN (E111) egy mesterséges adalékanyag, melyet jelenleg Európában és az USA-ban az 1970-es évek vége óta nem alkalmaznak, mert káros toxikológiai hatások feltételezhetők. Előtte karamella és cukrászipari termékek színezésére használták.
A sunset yellow fcf-nek és az orange ggn-nek az elektromágneses spektrum elnyelése majdnem azonos, a látható és az ultraibolya tartományban nincs különbség, viszont jól megkülönböztethetők az infravörös tartományban.